# Årets körledare
Utmärkelsen Årets körledare instiftades 1986 som ett samarbete mellan KÖRSAM och försäkringsbolaget Folksam. KÖRSAM delade ut stipendiet fram till 2011. Från 2012 delas av ut i samarbete mellan Föreningen Sveriges Körledare och Inge och Einar Rosenborgs stiftelse för svensk musik och prissumman är 50 000 kronor.
Stipendiet heter numera Rosenborg Gehrmans och Föreningen Sveriges Körledares gemensamma stipendium Årets Körledare.

## Lista över mottagare
- 1986 – Eric Ericson, Stockholm (specialpris) och Bo Johansson, Stockholm
- 1987 – Gösta Ohlin, Göteborg
- 1988 – Gunnar Eriksson, Göteborg
- 1989 – Anders Lindström, Rättvik
- 1990 – Christian Ljunggren, Stockholm
- 1991 – Eva Svanholm Bohlin, Lund
- 1992 – Lars Smedlund och Sångensemblen Amanda, Göteborg
- 1993 – Robert Sund, Uppsala
- 1994 – Anders Öhrwall, Stockholm
- 1995 – Dan-Olof Stenlund, Malmö
- 1996 – Gustaf Sjökvist, Stockholm
- 1997 – Johan Magnus Sjöberg, Lund
- 1998 – Agneta Sköld, Västerås
- 1999 – Erik Westberg, Piteå
- 2000 – Fred Sjöberg, Örebro
- 2001 – Solvieg Ågren, Örebro
- 2002 – Stefan Parkman, Uppsala
- 2003 – Hans Lundgren, Linköping
- 2004 – Kella Næslund, Västerås
- 2005 – Gary Graden, Stockholm
- 2006 – Kjell Lönnå (jubileumspris) och Karin Eklundh, Uppsala
- 2007 – Ingemar Månsson, Lund
- 2008 – Lone Larsen, Stockholm
- 2009 – Cecilia Rydinger Alin, Stockholm
- 2010 – Anders Eby, Stockholm
- 2011 – Ove Gotting, Jönköping
- 2012 – Stig Sandlund, Piteå
- 2013 – Leif Åkesson, Skellefteå
- 2014 – Mats Nilsson, Stockholm
- 2015 – Jan Yngwe, Göteborg
- 2016 – Marie J:son Lindh Nordenmalm, Nora [1]
- 2017 – Helene Stureborg, Stockholm[2]
- 2018 – Alexander Einarsson, Malmö[3]
- 2019 – Karin Oldgren, Stockholm[4]
- 2020 – Helén Lundquist Dahlén, Härnösand
- 2021 – Bengt Ollén, Stockholm
- 2022 – Jonas Engström, Helsingborg[5]
- 2023 – Maria Goundorina, Stockholm[6]
- 2024 – Sofia Söderberg, Lund